# Stazione di Martinsicuro-Colonnella
La stazione di Martinsicuro-Colonnella è stata una fermata ferroviaria a servizio dei Comuni di Martinsicuro e Colonnella, in provincia di Teramo. Era ubicata sulla linea Adriatica.

## Storia
Inaugurata il 15 luglio 1912 con il nome di Colonnella, nel 1955 assunse la denominazione di Martinsicuro-Colonnella.
Venne soppressa il 31 maggio 1959.